# Baština (Kotor Varoš, BiH)
Baština je naseljeno mjesto u općini Kotor Varoš, Republika Srpska, Bosna i Hercegovina.

## Stanovništvo

### 1991.
Nacionalni sastav stanovništva 1991. godine, bio je sljedeći:
ukupno: 453
- Hrvati - 443
- Srbi - 1
- Jugoslaveni - 3
- ostali, neopredijeljeni i nepoznato - 6

### 2013.
Nacionalni sastav stanovništva 2013. godine, bio je sljedeći:
ukupno: 184
- Hrvati - 114
- Srbi - 70